# Olympia 77
Olympia 77 es un álbum en vivo por el bandoneonista de tango argentino Astor Piazzolla junto a su Octeto Electrónico, fue editado por el sello Polydor Records en 1977 a partir de una grabación durante un concierto en el Teatro Olympia de París, Francia. El álbum retrata en vivo al Octeto Electrónico de Piazzolla, una agrupación más cercana al jazz rock que al tango moderno.

## Antecedentes
Astor Piazzolla junto al sello Polydor Records había editado en 1970 el primer álbum en vivo grabado en Argentina, titulado Piazzolla en el Regina grabado en el Teatro Regina de Buenos Aires, Argentina.
Piazzolla formó el Octeto Electrónico a fines de 1975 primero en Argentina, el grupo trajo cierto rechazo de los antiguos modernistas que ahora apelaban a la tradición para oponerse al rock, aunque para algunos el mismo grupo se transformó en leyenda. Los componentes del conjunto argentino diferían a los que integraron el grupo presente en las actuaciones del Teatro Olympia.
El primer Octeto trabajo durante todo el verano de 1976 en un local llamado La Botonera en Mar del Plata. Estaba conformado por Piazzolla en bandoneón, Agri en violín, Malvicino en guitarra eléctrica, Adalberto Cevasco en bajo eléctrico, Enrique Roizner batería, Juan Carlos Cirigliano en piano, Santiago Giacobbe en órgano eléctrico, Daniel Piazzolla en sintetizadores y el cantante José Ángel Trelles. Hubo desencuentros entre el violinista Agri y el resto del grupo por diferencias generacionales y estilísticas con el resto del conjunto. Ya en Buenos Aires se cambió al violinista por Arturo Schneider, un sexafonista y flautista que ya había participado en María de Buenos Aires. Pero el Octeto se separó en medio de peleas y recriminaciones, durante una gira en Brasil, en donde el organizador desapareció y los integrantes se juraron no volver a tocar con Piazzolla. Sin embargo, hubo un concierto más, el 16 de diciembre en el Teatro Gran Rex.

## Historia
La segunda formación del Octeto Electrónico con la cual se grabó Olympia 77 tuvo que cumplir una serie de actuaciones pactadas en Francia, Italia y Alemania a comienzos de 1977. Su hijo Daniel Piazzolla, fue quien convocó a los nuevos integrantes, el guitarrista Tomás Gubitsch (del grupo argentino Invisible), el bajista Ricardo Sanz, Osvaldo Caló, exintegrante de Los Desconocidos de Siempre, en órgano eléctrico, Luis Ceravolo en batería y el pianista Gustavo Beytelman, que vivía en París. Piazzolla casi no hablaba con aquellos músicos, y esperaba que ellos supieran tocar su música, Piazzolla más tarde consideró al nuevo proyecto como «un paso en falso».
Olympia 77 de 1977 es uno de los pocos materiales en general del Octeto Electrónico de Astor Piazzolla, y el único en vivo de este conjunto integrado por músicos de jazz y rock, del conjunto Diego Fischerman dijo que dentro de la carrera de Piazzolla fue: «un grupo que lograría valor casi de leyenda para la escena argentina y que mucho tuvo que ver con el fugaz romance entre Piazzolla y el mundo del rock», una unión efímera que terminó con cierto resentimiento por parte de Piazzolla.
Existieron varios factores que motivaron la disolución del segundo Octeto. La posición de Piazzolla con la dictadura argentina de 1976 provocó tensiones con Gubitsch, quién era el más politizado dentro del grupo. Durante el concierto en el Teatro de Olympia, Gubitsch tocó en la introducción de «Adiós Nonino», y sin ningún previo aviso a Piazzolla, una parte de «Hasta siempre, Comandante», la canción del cubano Carlos Puebla en homenaje a Ernesto Guevara, figura de la revolución socialista cubana. La cita de guitarra fue borrada durante el proceso de mezcla del álbum. Otro factor fueron los enfrentamientos entre los músicos de rock del Octeto con Daniel Piazzolla, a quien menospreciaban como músico. El grupo terminó disolviéndose incluso en peores condiciones que el anterior Octeto, ya que Piazzolla en una carta de mayo de 1977 con destino a un amigo llamado Quito, llegó a decir que estaba contento por haberse sacado de encima «a esos delincuentes», además de recalcar que como músicos estaban lejos de Horacio Malvicino y los músicos de su generación. En la carta también confiesa sentirse hastiado de las cuestiones políticas, dejando entrever que aquel no había sido un asunto menor durante la gira.

## Crítica
El periodista Santiago Giordano del diario argentino Página 12 en una nota sobre una reedición del álbum en 2015 ha dicho: "la característica más saliente de este Piazzolla respecto de otros Piazzolla, más allá de enchufes, perillas, tradiciones y patrimonios generacionales, podría estar en el empleo del tiempo. Sobre amplios espacios de tiempo, los temas pasan por los solistas para enriquecer diálogos, contrapuntos, contrastes. Hay juego y dinámica, como siempre en Piazzolla. Y hay también transcursos amplios sostenidos con gestos que saben a improvisación".

## Lanzamiento y publicaciones
Olympia 77 al igual que muchos otros álbumes de Astor Piazzolla no ha estado disponible por largos intervalos de tiempo. Se editó originalmente para Francia en 1977 por el sello Polydor, al año siguiente fue editado en Italia por el sello Carosello, mientras que Polydor lo reeditó en Francia en 1979. En Argentina estuvo disponible recién en 1986 por el sello Interdisc, y el álbum dejó de estar disponible por muchos años, hasta que fue editado en CD por primera vez recién en 2021 por Universal Classics & Jazz en Japón.

## Lista de temas
Todas las canciones escritas y compuestas por Astor Piazzolla. 
| Lado A |              |          |  |
| N.º    | Título       | Duración |  |
| 1.     | «Libertango» | 8:18     |  |
| 2.     | «Meditango»  | 9:20     |  |

| Lado B |                |          |  |
| N.º    | Título         | Duración |  |
| 3.     | «Zita»         | 6:15     |  |
| 4.     | «Adiós Nonino» | 11:05    |  |
| 5.     | «Violentango»  | 3:52     |  |

## Créditos
Octeto Electrónico
- Astor Piazzolla - bandoneón
- Ricardo Sanz - contrabajo
- Luis Ceravolo - batería
- Luis Ferreyra - flauta y saxofón
- Tomás Gubitsch - guitarra eléctrica
- Gustavo Beyteleman - piano
- Daniel Piazzolla - sintetizadores y percusión
- Osvaldo Caló - órgano

Otros
- Philippe Omnes - grabación
- Jean-Pierre Dupuy - mezcla
- Alain Auboiroux - fotografía